# Anselme Payen
Anselme Payen, född den 17 januari 1795 i Paris, död där den 13 maj 1871, var en fransk kemist.
Payen arbetade först i industrins tjänst. Han blev professor i industriell kemi vid École des arts et métiers i Paris 1842 och samma år medlem av Franska institutet. Payen lämnade betydelsefulla bidrag till den organiska tekniska kemins framsteg och inlade stora förtjänster om kännedomen av näringsämnena. Hans Des substances alimentaires (1853, 3:e upplagan 1856; "Menniskans näringsämnen", 1857) räknas som ett klassiskt verk. Hans för botaniken viktiga arbeten är Mémoire sur l'amidon (1839) och Mémoires sur le développement des végétaux (1842). Han visade, att växtens fasta stomme (eller cellernas väggar) alltid består av en och samma grundsubstans eller cellulosa, även om denna i olika fall är på mångfaldigt sätt förändrad genom inlagring av andra ämnen, som antingen kan utdragas genom kemiska medel eller isoleras genom cellulosans förbränning.